# Eyalato de Basora
El eyalato de Basora (en turco otomano: ایالت بصره; Eyālet-i Baṣrâ‎) fue un eyalato del Imperio otomano. Su área reportada en el siglo XIX era de 25568,5 km². Tenía un defterdar y kehiya de los chavush, pero ni alai-beg ni cheribashi porque no tenía ziamets ni timars, y el gobernador alquilaba todas las tierras.

## Historia
Basora tenía anteriormente un gobierno hereditario (mulkiat), pero se redujo a un eyalato ordinario cuando fue conquistado por el sultán Mehmed IV. En 1534, cuando los otomanos capturaron Bagdad, Rashid al-Mughamis, el emir beduino que entonces controlaba Basora, se sometió a los otomanos. Basora se convirtió en provincia otomana en 1538, y en 1546 se nombró un gobernador otomano. El eyalato más tarde se subordinó a Bagdad durante la dinastía mameluca de Irak, y se separó de Bagdad nuevamente desde 1850 hasta 1862.